# Tom Umphlett
Thomas Mullen Umphlett (12 de mayo de 1930 en Scotland Neck, Carolina del Norte, - 21 de septiembre de 2012 en Norfolk, Virginia) fue un jardinero central y derecho en la Liga Nacional de Béisbol donde jugó desde 1953 hasta 1955 con los Medias Rojas de Boston y los Senadores de Washington.
Sus padres fueron Daisy Mullen Umphlett y Willie L. Umphlett, él fue un atleta de tres deportes (béisbol, baloncesto, fútbol) en la Secundaria de Ahoskie, donde se graduó en 1950. Cuando alcanzó los 1,88 m de altura y 180 libras de peso, Umphlett - siendo diestro - firmó originalmente por los Medias Rojas de ese año, eligiendo una carrera en el béisbol profesional mientras le ofrecían becas de fútbol por varias universidades. En 1950 con los Medias Rojas Marion, bateó 319 veces en 94 juegos. Hizo su debut en Grandes Ligas el 16 de abril de 1953 a la edad de 22 años y llevaba el número 38. Bateó 283 en su temporada de novato, mostrando un gran ojo en el plato que promediaba un ponche cada 16.5 turnos al bate. Él fue el # 2 en la votación del Novato del Año de 1953.